# Xernaque
Xernaque (em turco: Şırnak) é uma cidade e distrito do sudeste da Turquia, que faz parte da província homónima, da qual é capital. Faz parte da região do Sudeste da Anatólia e do chamado Curdistão turco. O distrito tem 1 701 km² de área e em dezembro de 2021 tinha 100 206 habitantes (densidade: 58,9 hab./km²), dos quais 67 662 na cidade.